# Pachycormus (plant)
Pachycormus is een geslacht uit de pruikenboomfamilie (Anacardiaceae). Het geslacht telt een soort die voorkomt in Noordwest-Mexico.

## Soorten
- Pachycormus discolor (Benth.) Coville ex Standl.

... · 
Anacardium · 
Bouea · 
Buchanania · 
Cotinus · 
Mangifera · 
Pistacia (Pistache) · 
Protorhus · 
Rhus · 
Schinus · 
Sclerocarya · 
Sorindeia · 
Spondias · 
Toxicodendron · 
...